# Тіццано-Валь-Парма
Тіццано-Валь-Парма (італ. Tizzano Val Parma) — муніципалітет в Італії, у регіоні Емілія-Романья,  провінція Парма.
Тіццано-Валь-Парма розташоване на відстані близько 350 км на північний захід від Рима, 95 км на захід від Болоньї, 34 км на південь від Парми.
Населення — 2124 особи (2014).

## Демографія
Населення за роками:

Станом на 1 січня 2023 року в муніципалітеті офіційно проживало 320 іноземців з 22 країн, серед них 113 громадян країн Євросоюзу та 8 громадян України.

## Сусідні муніципалітети
- Корнільйо
- Лангірано
- Нев'яно-дельї-Ардуїні
- Паланцано